# Nosódio
Nosódio é um medicamento homeopático preparado a partir de amostras patológicas de animais ou vegetais.
A homeopatia é considerada uma pseudociência. Pesquisas científicas têm mostrado que os remédios homeopáticos são ineficazes e seu mecanismo de funcionamento é implausível. Numerosas revisões sistemáticas concluíram que a homeopatia não é mais efetiva que o placebo. Medicamentos homeopáticos não provocam efeitos colaterais, no entanto, a relutância em buscar tratamento médico convencional, preferindo a homeopatia (por opção pessoal ou indicação de um praticante) pode levar a complicações e até mortes.